# Brücke über den Dippelsbach in Ahlsdorf
Die Brücke über den Dippelsbach in Ahlsdorf war eine denkmalgeschützte Brücke im Zentrum von Ahlsdorf in Sachsen-Anhalt. Um das Jahr 2018 wurde sie durch einen Neubau ersetzt.

## Lage
Die Brücke überquerte im Zuge der Hauptstraße den Dippelsbach. Östlich der Brücke mündete von Süden die Grundstraße auf die Hauptstraße. Etwa 20 Meter nördlich der Brücke vereinigt sich der Dippelsbach mit dem Vietzbach zur Bösen Sieben.

## Architektur und Geschichte

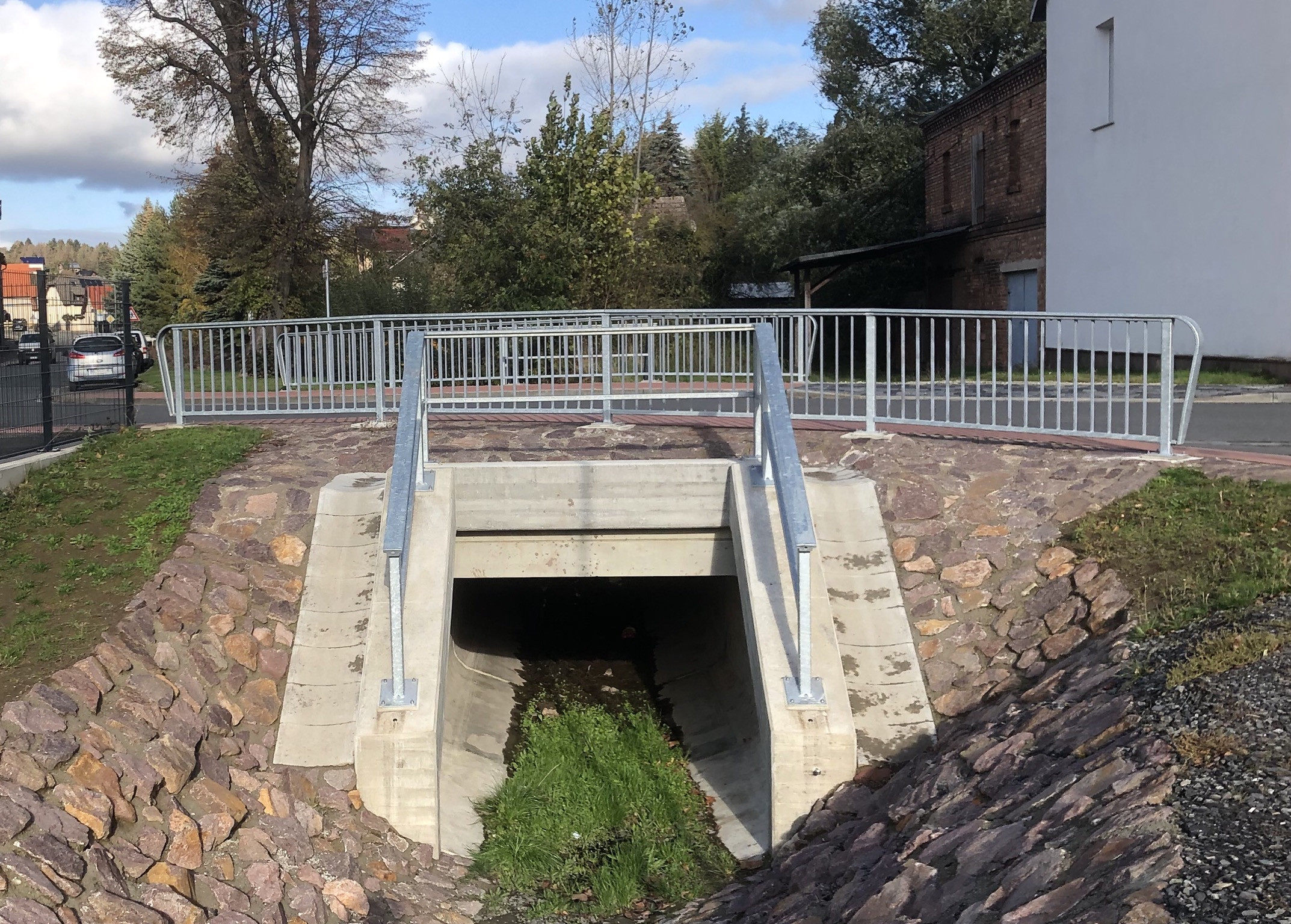
Neubau im Jahr 2019, Blick von Süden

Die Brücke war im Jahr 1801 errichtet und wohl 1900 erneuert worden. Sie war in einer für die Region typischen Bauweise als einfache Bogenbrücke aus großen roten Sandsteinblöcken gefertigt. Die Wangen der Brücke waren abgewinkelt.
Im örtlichen Denkmalverzeichnis war die Brücke unter der Erfassungsnummer 094 65533 als Baudenkmal verzeichnet. 2018 wurde die Brücke nach einem genehmigten Abbruch aus dem Denkmalverzeichnis ausgetragen.